# Kiki Dee
Kiki Dee, pseudonimo di Pauline Matthews (Bradford, 6 marzo 1947), è una cantante britannica.

## Biografia
Conosciuta fra gli addetti ai lavori fin dall'inizio degli anni sessanta come corista e come interprete di cover alla radio della BBC, accompagnò cantanti famosi come Dusty Springfield. Solo nel 1965 cominciò ad incidere come solista ed ebbe un discreto successo con il singolo Why Don't I Run Away from You. Nello stesso anno partecipò al Festival di Sanremo dove, in coppia con Fred Bongusto, interpretò il brano Aspetta domani, arrivato quarto nella classifica finale.

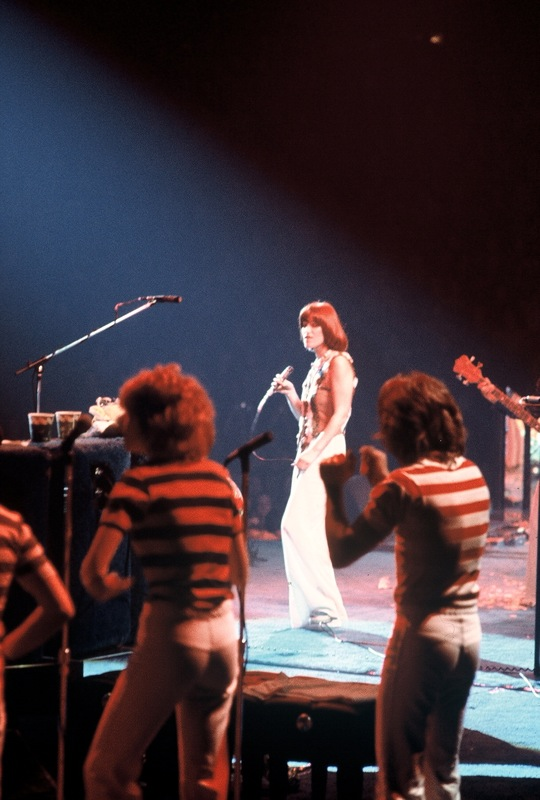
Kiki Dee in esibizione durante un concerto di Elton John nel 1975.

La sua canzone più famosa è stata un duetto con Elton John, intitolata Don't Go Breaking My Heart, che pubblicata come singolo nel 1976 arrivò al primo posto sia nella classifica dei singoli britannica Official Singles Chart, sia nella classifica statunitense Billboard Hot 100. Nel 1977 interpreta il musical Blood Brothers a Londra e viene nominata al premio Laurence Olivier come migliore attrice. Il suo più grande successo da solista è invece Star, brano del 1981 inserito nell'album Perfect Timing. Nel 1990 collaborò con Eric Woolfson (cofondatore del "Alan Parsons Project") nel concept album Freudiana. Nel 1993 la cantante registrò un altro duetto con Elton John per l'album Duets, una cover di True Love di Cole Porter che arrivò alla seconda posizione nel Regno Unito.

## Discografia

### Album
- 1968 - I'm Kiki Dee (Fontana Records)
- 1970 - Great Expectations (Tamla Motown)
- 1973 - Loving & Free (Rocket Records)
- 1974 - I've Got The Music in Me (Rocket Records)
- 1974 - Patterns (Philips Records)
- 1974 - Kiki Dee (Music for Pleasure/Sound Superb)
- 1977 - Kiki Dee (Rocket Records)
- 1978 - Stay With Me (Rocket Records)
- 1980 - Kiki Dee's Greatest Hits (Warwick Records)
- 1981 - Perfect Timing (Ariola Records)
- 1987 - Angel Eyes (Columbia Records)
- 1991 - Spotlight on Kiki Dee - Greatest Hits (Rocket Records)
- 1994 - The Very Best of Kiki Dee (Polygram TV)
- 1995 - Almost Naked (Tickety-boo)
- 1998 - Where Rivers Meet (Tickety-boo)
- 2005 - Love Makes The World Go Round: The Motown Years (Universal Records/Motown)
- 2005 - The Walk of Faith (Spellbound Records)
- 2008 - Cage the songbird (EMI)
- 2009 - The Best of Kiki Dee (EMI)
- 2013 - A Place Where I Can Go (Spellbound)
- 2019 - Gold (Crimson)

### EP
- 1976 - Loving and Free/Amoureuse

### Singoli
- 1963 - Early Night
- 1963 - I Was Only Kidding
- 1964 - Miracles
- 1964 - (You Don't Know) How Glad I Am
- 1965 - Runnin' Out of Fools
- 1966 - Why Don't I Run Away from You
- 1967 - I'm Going Out (The Same Way I Came In)
- 1967 - I
- 1967 - Excuse Me
- 1968 - Can't Take My Eyes Off You
- 1968 - Now the Flowers Cry
- 1970 - The Day Will Come Between Sunday and Monday
- 1971 - Love Makes the World Go Round
- 1973 - Lonnie and Josie
- 1973 - Amoureuse
- 1974 - Hard Luck Story
- 1974 - I've Got the Music in Me
- 1975 - Once a Fool
- 1976 - Don't Go Breaking My Heart (con Elton John)
- 1977 - First Thing in the Morning
- 1977 - Night Hours
- 1977 - Chicago
- 1978 - Stay with Me Baby
- 1979 - One Jump Ahead of the Storm
- 1981 - Star
- 1981 - Perfect Timing
- 1981 - Midnight Flyer
- 1981 - Loving You Is Sweeter Than Ever (con Elton John)
- 1983 - The Loser Gets to Win
- 1986 - Another Day Comes (Another Day Goes)
- 1987 - I Fall in Love Too Easily
- 1987 - Stay Close to You
- 1987 - Angel Eyes
- 1993 - True Love (con Elton John)